# Luca Parmitano
Luca Parmitano (Paternò, 1976. szeptember 27.–) olasz pilóta, űrhajós. Teljes neve  Luca Salvo Parmitano.

## Életpálya
1995-ben Cataniában a Galileo Galilei Állami Tudományos Egyetemen. 1999-ben politikai tudományokból szerzett diplomát. 2000-ben Texasban alapképzést, 2004-ben Németországban repülő pilótaként befejező képzést kapott . 2009-től Franciaországban mesterfokon vizsgázott berepülőpilótaként. Szolgálati ideje alatt pilóta, vezető pilóta, csoportvezető illetve parancsnoki beosztásokat látott el. Több mint 2000 órát repült 20 katonai és 40 polgári típusú repülőgéppel.
Az Európai Űrügynökség (ESA) választotta ki űrhajósnak. A Jurij Gagarin Űrhajós Kiképző Központban (CPK) kapott felkészítést, eredményes vizsgát követően megkapta űrszolgálati engedélyét. 2009. május 20-tól részesült űrhajóskiképzésben. Összesen 00 napot, 0 órát és 0 percet töltött a világűrben (az első űrrepülése folyamatban).

## Űrrepülések
Szojuz TMA–09M fedélzeti mérnöke, a Nemzetközi Űrállomás (ISS) hosszú távú legénységének tagja. Az első olasz űrhajós, aki űrsétát (kutatási, szerelési) hajtott végre. A második űrsétán (1 óra és 32 perc) a sisakba víz (hűtőrendszer) került, ezért meg kellett szakítani a műveleteket. Külső munkálataik során előkészületeket végeztek az új orosz, többcélú dokkoló modul fogadására. Hosszú távú űrrepülésén összesen 00 napot, 0 órát és 0 percet töltött a világűrben (az első űrrepülése folyamatban).

### Tartalék személyzet
Szojuz TMA–07M fedélzeti mérnöke